# 萍乡革命烈士陵园
萍乡革命烈士陵园，位于江西省萍乡市安源区安源镇牛形岭。

## 简介
萍乡革命烈士陵园位于安源路矿工人运动纪念馆陈列大楼西侧的牛形岭山腰上。1968年7月，经江西省革命委员会批准，萍乡市革命委员会决定在安源县牛形岭半山腰兴建“毛主席在安源革命活动纪念馆”陈列大楼。在安源工人运动中牺牲的朱少连、杨士杰、程昌仁、艾春发等烈士墓，由当地政府迁葬至原安源煤矿小学后边的小山坡“方家坳”上。每年清明节前后，烈士亲属及学校组织学生祭扫烈士墓。
1980年代初，安源煤矿小学扩建，需在原校址后边建教学楼，这就需要搬迁烈士墓。当时安源镇民政工作负责人找到安源路矿工人运动纪念馆负责人商议，是否将烈士墓迁回馆区安葬。安源路矿工人运动纪念馆负责人认为此事必须报请上级党委、政府批准，并应当举办烈士遗骨安放仪式。随后，安源路矿工人运动纪念馆以该单位的名义向中共萍乡市委、萍乡市人民政府报告此事，请求在安源兴建“安源工人运动烈士纪念碑”。报告中称，刘少奇1951年在致安源镇工会的信中表示：“过去的许多革命同志，如黄静源、周怀德、谢怀德、刘昌炎同志等烈士，我记得他们很清楚。应该在安源建立一个纪念碑，并举行追悼会，以纪念安源一切死难的烈士们。此事望你们商同萍乡县政府酌情办理。”报告中还介绍了朱少连、杨士杰、程昌仁、艾春发等烈士的事迹。
中共萍乡市委、萍乡市人民政府同意了安源路矿工人运动纪念馆的请求，并决定将“安源工人运动革命烈士纪念碑”改为“萍乡革命烈士纪念碑”，以纪念碑为中心建一座烈士陵园。中共萍乡市委、萍乡市人民政府决定成立萍乡烈士陵园筹备建设领导小组，由中共萍乡市委副书记吴怀亮任组长，中共萍乡市委宣传部部长曾险峰、萍乡市民政局局长袁寿文、中共萍乡市城关区党委副书记刘忠焕任副组长，中共萍乡市委办公室、萍乡市人民政府办公室、萍乡市财政局、萍乡矿务局、萍乡铁路地区等部门及单位负责人为成员，并且指定刘忠焕和萍乡市建筑设计院副院长何世畦具体负责。由萍乡市建筑设计院制定烈士陵园设计方案，经筹备建设领导小组多次开会讨论，并报中共萍乡市委、萍乡市人民政府、萍乡市人大、萍乡市政协领导审批。1984年10月24日，烈士陵园开工建设。1986年10月完工。工程共耗资44万元人民币。
整个烈士陵园占地面积13340平方米，建筑面积2250平方米，分成烈士公墓、纪念碑、悼念广场。烈士公墓采用钢筋混凝土结构，为直径10米的圆形建筑。纪念碑是花岗岩砌成，高13米，碑身上的“萍乡革命烈士纪念碑”九字是刘少奇在致安源镇工会的信中的手迹。悼念广场面积360平方米，可容700多人。自悼念广场至陵园大门是花岗岩大踏步，共120个台阶，宽8.6米。陵园大门是花岗岩三孔牌楼，正面横写“烈士陵园”四字，两侧分别是毛泽东的书法“发扬革命传统，争取更大光荣”、“为有牺牲多壮志，敢教日月换新天”。
1985年12月24日，萍乡市举行烈士遗骨移葬仪式，朱少连、杨士杰、程昌仁、艾春发等烈士遗骨迁葬至烈士公墓。1986年4月4日，中共萍乡市委、萍乡市人民政府举行革命烈士纪念碑揭碑仪式。此后，在社会主义建设时期因公殉职的烈士也安葬在该陵园的烈士公墓。
2005年上半年，在保持共产党员先进性教育活动中，萍乡市财政局组织全局人员捐资，在该陵园兴建了刻有7000余人姓名的萍乡革命烈士名录石碑。2007年，安源企业家范继新捐款30万元人民币用于萍乡革命烈士陵园改建。
2016年6月，萍乡市革命烈士陵园陈列馆在萍乡革命烈士陵园内开工建设。该陈列馆占地面积约700平方米，是两层建筑，工程投资200万元人民币。